# Partido Laborista Democrático de Dominica
El Partido Laborista Democrático de Dominica fue un partido político en Dominica creado a partir de una escisión del Partido Laborista de Dominica. Participó en las elecciones de 1980, resultando detrás del Partido de la Libertad de Dominica con el 19,7% de los votos y dos de 21 escaños. Sin embargo, no participó en elecciones posteriores.